# Natuur in Colombia

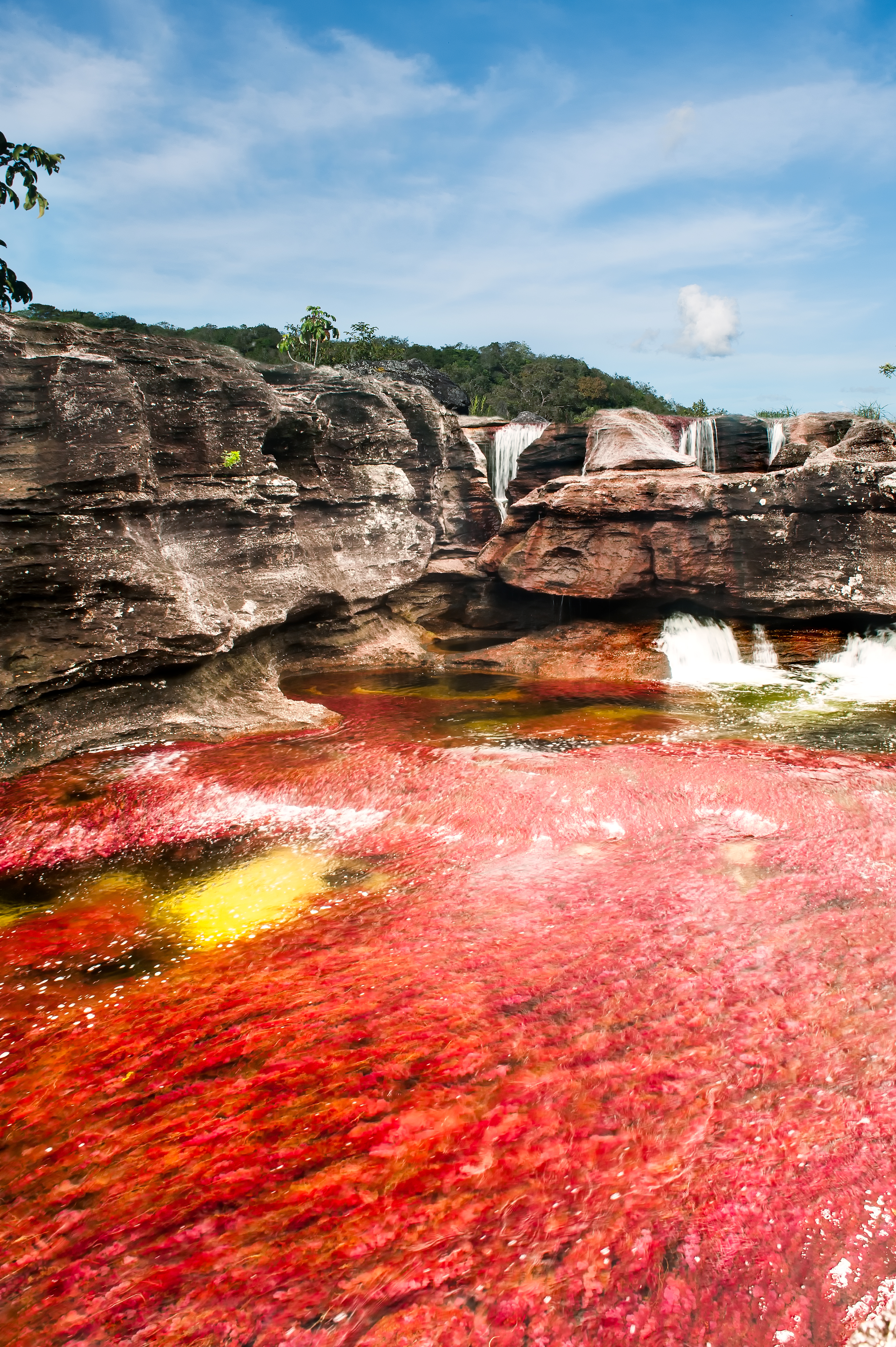
Caño Cristales

Colombia is het land met de op een-na-grootste biodiversiteit ter wereld. De flora en fauna van het land is erg veelzijdig door de grote topografische en klimatologische verschillen.
Colombia kent een grote biodiversiteit in vrijwel alle stammen van het dierenrijk. Qua vogels (ongeveer 1900) en amfibieën kent geen land zoveel soorten als Colombia. Het aantal amfibieën dat voorkomt in Colombia wordt geschat op 780. Er komen ongeveer 580 soorten reptielen voor.
Colombia is opgedeeld in zes ecoregio's:
- Andesregio
- Pacifische regio
- Caribische regio
- Amazoneregio
- Orinocoregio
- Eilandregio

## Geschiedenis

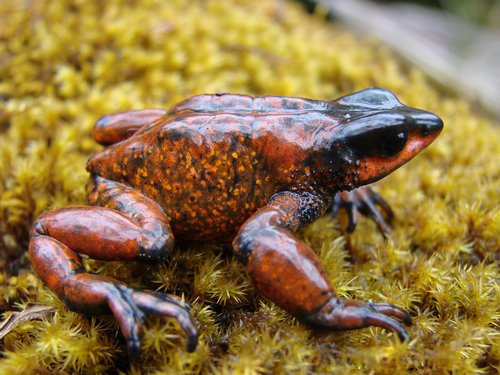
De klompvoetkikker Atelopus carrikeri komt endemisch voor in Colombia.

### Eerste neotropische oerwoud
Door vondsten in de Cerrejón-formatie in het noordoostelijke departement La Guajira heeft men kunnen reconstrueren hoe het eerste neotropische oerwoud eruitgezien moet hebben. Met temperaturen van 30 tot 34° Celsius, regenval van meer dan 4000 mm per jaar was de vallei tussen de huidige Sierra Nevada de Santa Marta in het noordwesten en de toenmalige heuvels naar het zuidwesten waarachter zich het paleomeer van Maracaibo bevond. In dit Amazone-achtige rivierdeltagebied leefde ongeveer 60-58 Ma geleden de grootst gevonden slang ooit; Titanoboa cerrejonensis. Deze 14 tot 16 meter lange slang (de tegenwoordig langste slang ter wereld is de anaconda die zo'n 8 meter lang kan worden) woog vermoedelijk meer dan 1100 kilo. Het CO2-gehalte in de atmosfeer wordt op 2000 ppm geschat. Titanoboa jaagde er op Paleocene krokodilachtigen als Cerrejonisuchus improcerus en Acherontisuchus guajiraensis.

### Natuurlijke ontwikkeling sinds het Plioceen
Colombia was het eerste land dat getroffen werd door de voor Zuid-Amerika minder voordelige Great American Biotic Interchange. Er was meer migratie van noordelijke soorten naar het zuiden dan vice versa over de geologisch ontstane landbrug; de landengte van Panama. Nieuwe predatoren zorgden voor uitstervingen van verschillende soorten.

### Precolumbiaanse tijd
De verspreiding van de inheemse volkeren in Colombia tijdens de precolumbiaanse tijd werd mede bepaald door de verschillende natuurlijke regio's in zowel vegetatie als klimaat. Ten tijde van de eerste landbouw waren vooral de gebieden waar bananen, aardappelen, rijst, bonen en cassave verbouwd konden worden. Later kwamen daar koffie en cacao bij. Daarnaast waren andere geografische factoren als rivieren, gebergten en gebieden waar primitieve mijnbouw gepleegd kon worden.

### Moderne tropische oerwouden
De indianen in de tropische oerwouden van Amazonas en Putumayo kwamen vermoedelijk uit Brazilië en leefden lang geïsoleerd van de andere volkeren.
Het is in deze regio's dat de pijlgifkikkers werden en worden gevangen om curare te maken voor de jacht op prooien. Het deel van het Amazoneregenwoud dat in Colombia ligt is grotendeels onbewoond en ongerept. Het enige transport vindt er plaats per kano, daar er geen wegen zijn.

## Natuurlijke extremen
- natste plaats op Aarde - Chocó
- woestijn van La Guajira
- Tatacoawoestijn
- hoogste palmbomen ter wereld - Cocoravallei (waspalmen zoals ceroxylon quindiuense)
- Phyllobates terribilis, een van de giftigste dieren op Aarde kent een klein verspreidingsgebied in de gemeente Timbiquí, Cauca
- grootste vliegende vogel op Aarde en nationale vogel van het land is de andescondor
- de kleinst beschreven spinnensoort Patu digua (0,37 mm) is endemisch in Colombia
- met 12 tot 15 meter en meer dan 1100 kg de grootst levende slang ooit, Titanoboa kwam 60-58 miljoen jaar geleden in het noordoosten van Colombia voor

Natuurlijke regio's van Colombia